# Agromyza orobi
Agromyza orobi är en tvåvingeart som beskrevs av Friedrich Georg Hendel 1920. Agromyza orobi ingår i släktet Agromyza och familjen minerarflugor.
Artens utbredningsområde är Österrike. Arten har ej påträffats i Sverige. Inga underarter finns listade i Catalogue of Life.